# Федерико I Гонзага
Вижте пояснителната страница за други личности с името Федерико Гонзага.
Федерико I Гонзага „Гърбавият“ (на италиански: Federico I Gonzaga, „il Gobbo“; * 25 юни 1441, Мантуа, Маркграфство Мантуа; † 14 юли 1484, пак там) от рода Гонзага е от 1478 г. 3-ти маркграф на Мантуа.

## Произход
Той е най-големият син и наследник на Лудовико III Гонзага (1412 – 1478), маркграф на Мантуа, и на съпругата му Барбара фон Бранденбург (1423 – 1481). Негови дядо и баба по бащина линия са Джанфранческо I Гонзага, 5-ти капитан на народа на Мантуа, господар на Мантуа и първи маркграф на Мантуа, и Паола Малатеста, а по майчина – маркграф Йохан „Алхимиста“ фон Бранденбург-Кулмбах и принцеса Барбара фон Саксония-Витенберг. Има четири братя и пет сестри: 
- Франческо (1444 – 1483), кардинал, епископ на Бресаноне и после на Мантуа
- Паола Бианка (1445 – 1447)
- Джанфранческо (1446 – 1496), граф на Сабионета и на Родиго, съпруг на Антония дел Балцо
- Сузана (1447 – 1481), монахиня кларисинка в манастира „Санта Паола“ в Мантуа
- Доротея (1449 – 1468), годеница на Галеацо Мария Сфорца
- Чечилия (1451 – 1474), монахиня в манастира „Санта Киара“ в Мантуа
- Родолфо (1452 – 1495), господар на Кастильоне и на Солферино, съпруг на Антония Малатеста и на Катерина Пико дела Мирандола
- Барбара (1455 – 1503), херцогиня на Вюртемберг като съпруга на Еберхард I
- Лудовико (1460 – 1511), епископ на Мантуа, маркграф на Кастел Гофредо, Кастильоне и Солферино
- Паола (1463 – 1497), графиня на Гориция като съпруга на Леонард фон Гьорц

Има и две полусестри от извънбрачни връзки на баща си. 

## Бииография
Федерико I идва на власт на 14 юни 1478 г., три дни след смъртта на баща си. 
От политическа гледна точка продължава промиланската линия на баща си; и преди да наследи управлението на маркграфството, той служи като командир на миланските войски. Този ангажимент го кара да прекарва чести периоди далеч от Мантуа – тогава управлението на маркграфството е поверено на Еузебио Малатеста, а ръководството на войските на Гонзага – на девер му Франческо Секо д'Арагона, съпруг на полусестра му Катерина. 
Федерико винаги остава верен на миланските херцози и участва в различни военни операции от тяхно име и по-общо срещу Венецианската република, чиято политика през онези години е много агресивна. По време на една от тези военни операции неговият девер Франческо Секо окупира Азола (която подкрепя Венеция), подпомогнат и от забраната, която папа Сикст IV (съюзник в лигата срещу Венеция) е издал срещу града. По-късно обаче между воюващите страни е сключено примирие и Лудовико Мавърът (херцог-регент на Милано) поисква предаването на Азола и другите окупирани територии, което силно огорчава Федерико I. Маркграфът вече е болен и изглежда, че страданието от загубата от току-що завладените земи, изиграва роля в смъртта му на 14 юли 1484 г. на 43-годишна възраст. Погребан е в църквата „Сан Франческо“ в Мантуа.

## Брак и потомство
∞  10 май 1463 г. в Мантуа за Маргарета Баварска (* 1 януари 1442, † 14 октомври 1479) от фамилията Вителсбахи, дъщеря на херцог Албрехт III от Херцогство Бавария-Мюнхен и на съпругата му Анна фон Брауншвайг-Грубенхаген-Айнбек, от която има 3 сина и 3 дъщери:
- Клара Гонзага (* 1 юли 1464, Мантуа; † 2 юни 1503, Оверн), ∞ 25 февруари 1481 за Жилбер дьо Бурбон-Монпансие (* 1443, † 5 октомври 1496), херцог на Монпансие, от когото има 4 сина и 2 дъщери
- Франческо II Гонзага (* 10 август 1466, Мантуа; † 29 март 1519, пак там), 4-ти маркграф на Мантуа от 1484, ∞ 12 февруари 1490 за Изабела д’Есте (* 18 май 1474, † 13 февруари 1539), дъщеря на Ерколе I д’Есте, херцог на Ферара, от която има 3 сина и 4 дъщери. Има и 3 извънбрачни дъщери
- Сиджизмондо Гонзага (* 1469, Мантуа; † 3 октомври 1525, пак там), кардинал 1500
- Елизавета Гонзага (* 9 февруари 1471, Мантуа; † 28 януари 1526, Урбино); ∞ 1489 за Гуидобалдо да Монтефелтро († 1508), херцог на Урбино, от когото няма деца
- Мадалена Гонзага (* 10 юли 1472, Мантуа, † 8 януари 1490, Пезаро)[3], ∞ 27 октомври 1489 за Джовани Сфорца, граф на Пезаро (* 5 юли 1466, † 27 юли 1510)[3], от когото няма деца
- Джовани Гонзага ( * 1474, Мантуа; † 23 септември 1525, пак там), основател на кадетския клон Гонзага ди Весковато, ∞ 1493 за Лаура Бентивольо (* 17 октомври 1477, Болоня, † 1523),  от която има 5 сина и 3 дъщери.